# Onleihe

Logo

Unter der Marke Onleihe bietet die divibib GmbH aus Reutlingen seit 2007 einen Service für die Online-Ausleihe von digitalen Medien an. Daran nehmen einzelne sowie zu einem Verbund zusammengeschlossene Bibliotheken aus Deutschland, Österreich, der Schweiz, Italien, Liechtenstein, Dänemark, Belgien und Frankreich sowie die internationalen Goethe-Institute teil. Benutzer einer teilnehmenden Bibliothek können die bereitgestellten digitalen Medien über die Website ihrer Bibliothek mit ihrem Bibliotheksausweis ausleihen. Im Jahr 2020 deckte die Onleihe etwa 40 Prozent des E-Book-Konsums in Deutschland ab. Von Verlagen und Autoren wird ihr Wettbewerbsverzerrung vorgeworfen.
Mit der Onleihe-App können E-Books, elektronische Zeitungen und Magazine, Hörbücher und Musik auf PCs mit den Betriebssystemen Windows, Linux oder MacOS und den Browsern Chrome, Edge, Firefox und Safari sowie Android- oder iOS-Smartphones und Tablets sowie auf Amazon Kindle Fire Tablets recherchiert, ausgeliehen und im integrierten Reader oder integrierten Medienplayer genutzt werden. Außerdem gibt es eine eigens auf die Graustufen-Darstellung von E-Readern angepasste Version der Onleihe, mit der der Service auf den mobilen Lesegeräten auf beschleunigte Weise genutzt werden kann.
Mit dem „eCircle“ existiert mittlerweile ein spezielles Präsentationsgerät bzw. „Kiosksystem“, mit dem direkt in der Bibliothek in der Onleihe recherchiert und ausgeliehen werden kann.
Der Begriff „Onleihe“ ist ein Kofferwort aus „online“ und „Ausleihe“. Eine Eintragung der Wortmarke „Onleihe – Bibliothek digital“ beim Deutschen Patent- und Markenamt wurde im Mai 2007 durch die divibib GmbH versucht, aber zunächst abgelehnt. Im Juni 2008 war der Antrag erfolgreich. Mittlerweile steht die Onleihe im Duden.
Unter dem Auftritt libell-e.de betreut dasselbe Unternehmen durch den Borromäusverein vertretene katholische Büchereien mit nahezu identischem Angebot und Seitengestaltung bei der Online-Ausleihe.

## Funktion
Unabhängig von Öffnungszeiten und Ort können nach Legitimation mit dem Bibliotheks-Benutzerausweis E-Books, E-Videos, E-Audios, E-Magazines, E-Paper und E-Music heruntergeladen und auf Endgeräte übertragen werden. Eine zeitliche Kontrolle der Leihfrist erfolgt durch die Digitale Rechteverwaltung (DRM). Nach Ablauf der Leihfrist ist eine weitere Nutzung der E-Medien-Datei nicht mehr möglich. Dementsprechend fallen keine Versäumnisgebühren an. Sofern ein Titel nicht bereits von anderen Nutzern vorreserviert ist, kann dieser beliebig oft erneut ausgeliehen werden. Bei beliebten Titeln können mehrere Exemplare zur Verfügung stehen.
Die Bibliotheken kleinerer Städte schließen sich innerhalb von Regionen wie beispielsweise Niedersachsen oder Münsterland zusammen und verlinken auf einen gemeinsamen Onleihe-Auftritt mit somit identischem Angebot und Leihfristen. Großstädte wie Düsseldorf buchen hingegen ihren eigenen Auftritt mit zumeist umfassenderem Angebot.

## Technische Voraussetzungen
Je nach Lizenzmodell der teilnehmenden Bibliotheken werden über die Onleihe-Plattform die Medientypen E-Book, E-Paper (Tages- und Wochenzeitungen, Fachzeitschriften), E-Audio (Hörbücher), E-Video (Dokumentationen, Lehrvideos, Spielfilme), E-Music und E-Learning (Online-Kurse) angeboten.
Eine stets aktualisierte Übersicht „Was läuft wo“ findet man auf den Hilfeseiten aller Onleihen.

### E-Books und E-Paper
E-Paper Medien liegen in der Regel als PDF, E-Books primär als EPUB, gelegentlich aber auch als PDF vor. Sowohl E-Book wie auch E-Paper Medien können auf
- PCs (Windows 2000 / XP / Vista / 7 / 8 / 10 / Apple Mac OS-X oder Linux) mit Adobe Acrobat Reader ab 8.x (PDF) bzw. Adobe Digital Editions ab 2.0 (EPUB), sowie mit dazu kompatibler Software[A 1]
- Smartphones und Tablets (iOS ab 9.0, Android ab 4.4)[22] mit der Onleihe App und der Bluefire Reader App sowie auf
- E-Book-Readern, die das Format EPUB mit Adobe-DRM oder Readium-DRM unterstützen (Cbook, Icarus, Imco, Kobo, Onyx, PocketBook, Tolino)[23]

gelesen werden.
Unterstützt wird Microsoft Windows ab Windows 2000. Unter macOS X können DRM-geschützte PDF-Dateien ebenfalls mit dem Adobe Acrobat Reader betrachtet werden.
EPUB-Dateien können auf beiden Plattformen mit Adobe Digital Editions genutzt werden; unter Windows ist es auch möglich, sie auf diesem Umweg auf einige E-Book-Reader zu übertragen und darauf zu lesen.

### E-Audio (Hörbücher) und E-Music
E-Audio Medien aus der Onleihe können mit folgenden Geräten wiedergegeben werden:
- Smartphones und Tablets (iOS ab 9.0, Android ab 4.4) mit der Onleihe App als Download oder im Streamingmodus[26] wofür eine kontinuierliche Internetverbindung notwendig ist.[27]
- PCs mit Windows, Apple und (abhängig vom Browser) Linux-System nur mit Streamingfunktion.[26] Auf den Hilfeseiten der Onleihe gibt es eine stets aktualisierte Kompatibilitätsliste für das Streaming.

### E-Video
Onleihe E-Video Medien gibt es nur im Streaming. Wie bei E-Audios ist auch hier die Kompatibilität abhängig von Betriebssystem und Browser.

### E-Learning
Online-Lernkurse können in der Onleihe „ausgeliehen“ werden. Danach werden die Nutzer auf die Originalplattformen der Kursanbieter weitergeleitet, wo sie die Lektionen durchführen können.

## Geschichte und Unternehmen
Die erste öffentliche Bibliothek, die einen Online-Service für die Ausleihe anbot, war die Public Library im New Yorker Stadtbezirk Brooklyn im Jahr 2005. In den USA war das Unternehmen OverDrive seit 1986 auf den Vertrieb von virtuellen Medien insbesondere an Bibliotheken spezialisiert. Im Jahr 2006 gab es in New York mehr Online-Ausleihen als Ausleihen von gedruckten Büchern. Dieses Modell gilt als Vorbild für die Onleihe.
Betreiber der Onleihe ist die divibib GmbH aus Reutlingen. Der Firmenname ist eine Abkürzung für „Digitale Virtuelle Bibliotheken“. Das Unternehmen befindet sich mittlerweile zu 100 Prozent im Besitz der EKZ Bibliotheksservice GmbH aus Reutlingen. Die ekz-Unternehmensgruppe GmbH hatte im Geschäftsjahr 2016 einen Umsatz von 58 Millionen EUR und beschäftigte 279 Personen. Zweiter Gesellschafter war bis Ende 2014 Holger Behrens, der die divibib GmbH gemeinsam mit ekz.bibliotheksservice im Juli 2005 gegründet hatte. Er war bis zum Mai 2010 auch Geschäftsführer des Unternehmens. Seit Januar 2015 ist die ekz.bibliotheksservice GmbH Alleingesellschafterin der divibib GmbH.
Erklärtes Ziel der divibib GmbH war es, „die Google-Generation für die öffentlichen Bibliotheken“ zurückzugewinnen, „Amazon etwas entgegenzusetzen“ und den Bibliotheken neue Nutzer zu erschließen. Vor allem jüngere Benutzer erwarteten Online-Angebote von einer Bibliothek.
Erstmals wurde der Service 2007 im Rahmen eines Pilotprojektes in Hamburg, Köln, München und Würzburg getestet. Die Onleihe wird auch von Bibliotheksverbünden eingesetzt. 2008 nahmen 18 Bibliotheken teil und der Service wurde erstmals in der Schweiz angeboten. Im Jahr 2010 wurden mehr als eine Million Ausleihen getätigt, 2011 waren es 1,7 Millionen Downloads, ohne die angebotenen E-Paper der Tages- und Wochenzeitungen. Im Dezember 2011 nutzten etwa 350 und damit zehn Prozent aller öffentlichen Bibliotheken die Onleihe. 2022 nahmen mehr als 3500 Bibliotheken an der Onleihe teil.
Die öffentlichen Bibliotheken schließen sich teilweise zu regionalen Verbünden wie z. B. LEO-SUED in Südbayern zusammen, über die sie sich an der Onleihe beteiligen. Daneben gibt es auch Einzelonleihen.
Im Umfeld der Onleihe finden sich zunehmend Angebote, die die Nutzung von E-Books gegen eine monatliche Pauschale ermöglichen, so etwa von Amazon oder von Skoobe. Die Onleihe wird von den Bibliotheken für ihre Benutzer dagegen in der Regel ohne weitere Gebühren bereitgestellt. Der insoweit veranlasste Aufwand ist im Etat der Bibliothek für Anschaffungen enthalten.

## Angebot und Nutzerverhalten
Derzeit stellt die divibib GmbH nach eigenen Angaben 433.000 Medien von mehr als 6.400 Verlagen für über 3.000 Bibliotheken zur Verfügung. Seit dem Start der Onleihe mit etwa 10.000 Titeln im Jahr 2007 ist der reale Bestand allein in deutschen Bibliotheken Mitte 2017 auf mehr als 3,2 Mio. Exemplare angewachsen. Davon ist in den regionalen Onleihe-Verbünden aber nur ein Teil verfügbar. So konnten die Mitglieder der 46 an der Onleihe Rheinland-Pfalz beteiligten Bibliotheken Ende 2015 auf einen Bestand von rund 31.000 E-Medien zugreifen. Die Nutzung der seit 2010 bestehenden Onleihe Rheinland-Pfalz steigt dabei kontinuierlich an. Hatten im Jahr 2014 die Leser in Rheinland-Pfalz bis Juli insgesamt 187.000 Medien online entliehen, waren es im Jahr 2015 bis Ende Juli bereits 267.000 Medien. Die Ausleihen in allen Onleihen insgesamt stiegen im Jahr 2016 „auf insgesamt 22,2 Millionen. Hatte die Steigerung von 2013 zu 2014 noch bei 64,2 Prozent gelegen, betrug sie nun im Vergleich mit dem Vorjahr 2016 rund 27 Prozent.“ Die Zahl der Onleihen insgesamt liegt aktuell bei über 3.000 Teilnehmerbibliotheken.
Das Nutzerverhalten ist wegen des Datenschutzes nur schwer nachvollziehbar. In einer Umfrage in Rheinland-Pfalz ergab sich, dass die Hälfte der Nutzer zwischen 30 und 50 Jahren alt war. Die Mehrheit davon waren Frauen.
Für den Kundensupport gibt es seit 2013 ein Webforum. Zudem gibt es einen von der divibib herausgegebenen gedruckten Ratgeber, der auch als PDF zum Download bereitsteht. Weitere Übersichten zur Kompatibilität der Onleihe mit verschiedenen Endgeräten und Schritt-für-Schritt-Anleitungen gibt es auf den Hilfe-Seiten aller Onleihen. Ein YouTube-Kanal der divibib bietet als „Onleihe Akademie“ Videotutorials zur Nutzung unterschiedlicher Funktionen der Onleihe und der Onleihe App an.

## Kosten
Neben den Anschaffungskosten, die die Bibliotheken an die divibib GmbH zahlen, fallen weitere Kosten für die öffentliche Hand an, die von den Gebietskörperschaften als Träger der Bibliotheken zusätzlich aufzubringen sind. Zur Beschaffung des Grundbestands an Medien für die ersten fünf Bibliotheken, die sich der Onleihe in Rheinland-Pfalz angeschlossen hatten, waren das zehn Cent je Einwohner, in den darauffolgenden Jahren fielen weitere fünf Cent pro Jahr an. Diese Zahlen gelten auch heute noch für Bibliotheken, die der Onleihe neu beitreten. Jede hessische Bibliothek, die an der Onleihe teilnimmt, wendet mindestens fünf Prozent ihres Erwerbungsetats für den Onleiheverbund auf. Auf diesen Bestand können dann alle Verbundteilnehmer zurückgreifen. In vielen Fällen können die Bibliotheken die Ressourcen nicht aufbringen, um an der Onleihe teilzunehmen.

## Kritik

### Technische Probleme
Die Hälfte der Benutzer beklagte sich im Jahr 2012 über Probleme beim Ausleihevorgang. Die Ausleihfrist von 21 Tagen wird von Lesern, insbesondere für umfassendere Werke mit vielen hundert Seiten, als deutlich zu kurz wahrgenommen. Da die Verlängerung einer Ausleihfrist technisch nicht vorgesehen ist, stehen Leser unter Zeitdruck, wenn sie nicht riskieren möchten, dass die Frist vor Beendigung des E-Books abläuft. Geschieht dies, ist es unter anderem bei populären Werken nicht unwahrscheinlich, dass das E-Book nicht direkt wieder ausgeliehen werden kann, da es bereits von einem anderen Benutzer der Onleihe reserviert sein kann. Neuere Lizenzmodelle der Onleihe machen auch eine parallele Ausleihe desselben Titels für mehrere Nutzer möglich. Außerdem wurde eine Funktion für das vorzeitige Zurückgeben implementiert, die die Wartezeiten verkürzen soll. Gerade die technischen Beschränkungen führten im Jahr 2012 in einem Beitrag des Südwestrundfunks zu dem Fazit, das Projekt sei „noch nicht ganz ausgereift“.
Ende 2015 kam n-tv bei einem Vergleichstest digitaler Bibliotheken (Kindle Unlimited, Skoobe, Readfy, Onleihe) für die Onleihe zu folgendem Schluss: „Der geringe Grundpreis entsteht, da man nur einen Mitgliedsausweis der Bibliothek braucht. Ein großes Angebot ist ein weiteres Plus, außerdem funktioniert die Ausleihe auf nahezu allen Geräten. Lange Wartezeiten muss der Leser wegen der wenigen Lizenzen in Kauf nehmen, genau wie die auf zwei Wochen begrenzte Leihfrist“. 2017 bezeichnete die Stiftung Warentest in einem groß aufgezogenen Vergleich von E-Book-Anbietern die Onleihe als „Preis-Leistungs-Sieger“.
Anfang 2019 wurde die App grundlegend überarbeitet und die bisherige Architektur zur digitalen Rechteverwaltung (DRM) von Adobe gegen die Software CARE der französischen Firma TEA ausgetauscht. Arne Cypionka kritisierte auf Netzpolitik.org den mangelhaften Datenschutz. Das Netzwerk Autorenrechte warnte vor einem Monopol der Firma Divibib. In der Schweiz wurde das faktische Monopol von Divibib kritisiert.
Die Onleihe-App gilt als fehleranfällig. Sie erhält durchschnittliche Bewertungen von unter 3 von 5 Sternen (Android) und unter 2 von 5 Sternen (iOS) (Stand: März 2024). Häufig wird die mangelhafte Funktionalität bei Hörbüchern kritisiert.
Im April 2022 sind Teile des Angebots der Onleihe zum Opfer einer Cyberattacke geworden.

### Fehlende Verfügbarkeit von Medien
Im Zusammenhang mit dem digitalen Urheberrechtsmanagement ist die Anzahl der verfügbaren Exemplare von Medien jeweils begrenzt.

### Wettbewerbsverzerrung
Von Verlagen, Buchhandel und Autoren wird der Onleihe Wettbewerbsverzerrung vorgeworfen, da das Angebot zur Verringerung der Kaufbereitschaft von E-Books beitrage. Die Schriftstellerin Nina George kritisierte 2015 die geringen Honorare, die sie als Autorin durch die Onleihe erhalte. Die Studie „Wer leiht was in Bibliotheken und insbesondere online? Ein 360°-Blick auf die Onleihe“ des Börsenvereins des Deutschen Buchhandels und der GfK ermittelte 2019, dass Onleihe-Nutzer zwar zu den aktivsten Käufern am Buchmarkt gehören, jedoch kaum mehr Bücher kaufen, seit sie das Angebot der Onleihe nutzen. Hilmar Schmundt entgegnete dem Vorwurf im Spiegel, Onleihe-Nutzer würden dennoch überdurchschnittlich viele E-Books kaufen. Thomas Pichler, Mitglied der Geschäftsführung von Random House, kritisierte 2019, eine E-Book-Flatrate von zuhause aus entspreche nicht dem Grundgedanken von Bibliotheken. Er forderte, dass der Download von E-Books nur noch in Bibliotheken vor Ort möglich sein solle. Eine Befragung des Netzwerks Autorenrechte von 800 Autoren im Jahr 2021 ergab, dass die digitale Leihe erhebliche Einkommensverluste verursache.

#### „Windowing“ durch Verlage
Die Verlage reagieren mit erhöhten Preisen für die Onleihe (der 1,75-fache Ladenpreis), einer begrenzten Nutzungszeit und sogenanntem „Windowing“: Aktuelle Titel werden erst nach einer längeren Zeit als E-Book für die Onleihe angeboten, teilweise erst ein Jahr nach der Veröffentlichung für Privatkunden. In der Kalenderwoche 42 des Jahres 2020 waren deshalb nur sechs von 20 Titeln der „Spiegel“-Bestsellerliste Belletristik in der Onleihe verfügbar. George argumentierte 2021, die Maßnahmen könnten die entgangenen Umsätze nicht ausgleichen. Alexander Skipis, Hauptgeschäftsführer des Börsenvereins des Deutschen Buchhandels, bezeichnete die Entwicklung als existenzielles Problem für Verlage und Autoren. Nadja Kneissler, Vorsitzende des Verlegerausschusses des Börsenvereins des Deutschen Buchhandels, bezeichnete eine Verpflichtung zur Bereitstellung aller Medien für die Onleihe direkt nach Erscheinen als „eine Art Enteignung geistigen Eigentums“. Sie verweist darauf, dass das Windowing in der Filmbranche gängige Praxis sei. Andreas Degkwitz, Vorsitzender des Deutschen Bibliotheksverbandes, argumentierte dagegen mit einem Werbeeffekt für die Verlage.

#### Politische Debatte um E-Lending und „Zwangslizenzen“
2021 war die Onleihe Gegenstand einer politischen Debatte über sogenanntes E-Lending (die elektronische Ausleihe) zwischen Bibliotheken und Verlagen. Während der COVID-19-Pandemie waren die Nutzerzahlen der Onleihe sowie der Verkauf von E-Books deutlich gewachsen. 2020 gab es mehr als 30 Millionen Leihvorgänge von E-Books. Damit erreicht die Onleihe das Niveau des gesamten kommerziellen E-Book-Absatzes. Bei Bestsellern mit hoher Nachfrage beträgt die Vergütung von Verlagen und Autoren teilweise nur etwa 3 Prozent im Vergleich zu verkauften E-Books. Bei gleichzeitiger Verfügbarkeit von Leih- und Kaufexemplar bleiben bei E-Books mehr Käufe aus als bei gedruckten Büchern.
Im März 2021 debattierte der Bundestag über eine Präzisierung der gesetzlichen Rahmenbedingungen. Im Mai kritisierten Verlage und Verbände einen Vorschlag des Bundesrats, Verlage zur Lizenzierung digital erschienener Bücher für Bibliotheken zu verpflichten, als „Zwangslizenzen“. Der Geschäftsführer von Rowohlt, Peter Kraus vom Cleff, kritisierte 2021, „die Kannibalisierung durch das E-Lending“ mache Investitionen in Bestseller unmöglich, insbesondere die Garantievorschüsse und Marketingaufwendungen.

#### Initiative „Fair Lesen“
Im Oktober 2021 kritisierten zahlreiche Autoren und Verlage in einem offenen Brief unter dem Schlagwort „Fair Lesen“ an den Bundestag das „Flatrate-Denken“, das im System der Onleihe zum Ausdruck komme. Die Entscheidungshoheit von Autoren und Verlagen darüber, welche Titel wann zu welchen Bedingungen in die digitale Leihe überführt werden, dürfe nicht gesetzlich eingeschränkt werden. Unter den Autoren waren Christian Berkel, Sibylle Berg, Maxim Biller, Thea Dorn, Nina George, Judith Hermann, Elisabeth Herrmann, Thomas Hettche, Daniel Kehlmann, Navid Kermani, Christian Kracht, Ildikó von Kürthy, Charlotte Link, Paul Maar, Hanns-Josef Ortheil, Sven Regener, Frank Schätzing, Ferdinand von Schirach, Ingo Schulze, Antje Rávik Strubel, Benjamin von Stuckrad-Barre, Benedict Wells, Ulrich Wickert und Juli Zeh. 1500 Personen unterzeichneten den offenen Brief. Der Börsenverein unterstützte die Initiative, der DBV wies die Kritik zurück.